# 普濟爾基 (斯拉武塔區)
50°24′31″N 26°54′17″E / 50.40861°N 26.90472°E
普濟爾基（烏克蘭語：Пузирки），是烏克蘭西部的村莊，隸屬赫梅利尼茨基州的舍佩蒂夫卡區。該村面積1.18平方公里，海拔高度216米，2001年人口181，人口密度每平方公里153.4人。